# Clam AntiVirus
Clam AntiVirus (ClamAV) je svobodný, multiplatformní antivirový balíček schopný odhalit mnoho druhů škodlivého softwaru, včetně virů. Jedním z jeho hlavních způsobů využití je virový skener e-mailů na straně poštovních serverů. Aplikace byla vyvinuta pro Unix a existují verze pro AIX, BSD, HP-UX, Linux, Mac OS X, OpenVMS, OSF (Tru64) a Solaris. Od verze 0.96 běží ClamAV i na systémech Microsoft Windows. Jak ClamAV, tak i jeho aktualizace jsou dostupné zdarma.
Sourcefire, výrobce produktů zabývající se systémy pro odhalení průniku (tzv. Intrusion Detection System) a vlastník Snort, oznámil 17. srpna 2007, že získal ochranné známky a autorská práva na ClamAV od pěti klíčových vývojářů.

## Vlastnosti
ClamAV obsahuje řadu nástrojů: skener pro příkazovou řádku, automatickou aktualizaci databáze a nastavitelný více-vláknový démon, který běží na antivirovém enginu ze sdílené knihovny.
Aplikace také obsahuje rozhraní mailového filtru pro sendmail a skenování na vyžádání (on-demand). Podporuje formáty Zip, RAR, Tar, Gzip, Bzip2, OLE2, Cabinet, CHM, BinHex, SIS, většinu mailových formátů, ELF a soubory Portable Executable (PE) komprimované skrze UPX, FSG, Petite, NsPack, wwpack32, MEW, Upac. Podporuje také mnoho formátů dokumentů, včetně Microsoft Office, HTML, Rich Text Format (RTF) a Portable Document Format (PDF).
Virová databáze ClamAV je aktualizována několikrát za den a od 30. října 2011 obsahuje 1 063 024 virových signatur.

## Efektivita
ClamAV je v současné době testován každý den ve srovnávacích testech s jinými antivirovými produkty na Shadowserver. V roce 2010 Shadowserver testoval ClamAV a mnoho dalších antivirových produktů na 22 miliónech virových kodů. ClamAV zaznamenal úspěšnost 76,64 %, tj. 9. místo z 19 dále testovaných softwarů, a měl tedy mnohem lepší hodnocení než někteří mnohem zavedenější konkurenti.
V šestiměsíčním testu Shadowserveru mezi červnem a prosincem 2011 ClamAV detekoval více než 75,45 % všech testovaných virů a zařadil se tak na čtvrté místo za produkty AhnLab, Avira, BitDefender a Avast. AhnLab, nejlepší antivirus, detekoval 80,28 %.

## Platformy

### Linux, BSD
ClamAV je k dispozici pro Linux a operační systémy BSD. Ve většině případů je k dispozici přímo v jejich repozitářích.
Na linuxových serverech může být spuštěn ClamAV v režimu démona, obsluhující požadavky na skenování souborů odeslaných z jiných procesů. Mohou jimi být poštovní klienti nebo pakety dat, které procházejí přes proxy server.
V Linuxu a BSD ClamAV poskytuje na vyžádání skenování jednotlivých souborů, adresářů nebo celého PC.

### Mac OS X
Apple Mac OS X Server obsahuje ClamAV od verze 10.4. Je využíván uvnitř e-mailové služky operačního systému. Grafické uživatelské rozhraní je k dispozici ve formě ClamXav. Dále je podporován v platformách Fink a MacPorts.
Další program, který využívá engine ClamAV na Mac OS X je Counteragent. Pracuje společně s programem Eudora Internet Mail Server. Counteragent za pomoci ClamAV skenuje e-maily a volitelně nabízí filtraci spamu skrze SpamAssassin.

### OpenVMS
ClamAV pro OpenVMS je k dispozici pro platformy DEC Alpha a Itanium. ClamAV je jednoduchý, nabízí základní funkce, obsahující: knihovnu zajišťující kontrolní činnost, skenovací program clamscan, démona cland a aktualizátor freshclam.

### Windows
ClamAV pro Windows je společným projektem ClamAV a Immunet, který zajišťuje podporu pro Windows XP, Windows Vista a Windows 7. Obsahuje skenování skrze cloud computing, které snižuje paměťové nároky.